# Schitu Golești (gmina)
Schitu Golești – gmina w Rumunii, w okręgu Ardżesz. Obejmuje miejscowości Burnești, Costiță, Lăzărești, Loturi, Schitu Golești i Valea Pechii. W 2011 roku liczyła 4679 mieszkańców.